# Хига, Юсукэ
Юсукэ Хига (яп. 比嘉 祐介; род. 15 мая 1989, Наго, Префектура Окинава, Япония) — японский футболист, выступавший на позиции левого защитника. Золотой медалист летних Азиатских игр 2010 года.

## Клубная карьера
Юсукэ Хига родился 15 мая 1989 года в городе Наго Японии.
Футболом начал заниматься в 16 лет в средней школе Касива. Спустя три года подписал контракт с «Университет Рюцу Кэйдзай», в котором он и начал свою профессиональную карьеру. Период с 2009 по 2012 год преимущественно провёл выступая в матчах сборной.

### Азиатские игры
Сборная Японии смогла квалифицироваться на азиатские игры, и попала в группу А. Кроме неё в группе была сборная Китая, сборная Малайзии и сборная Киргизии.
В первом матче команда встретилась со сборной Китая. Встреча закончилась победой 3:0. В следующем матче команда встретилась со сборной Малайзии. Встреча закончилась чуть менее уверенной победой со счётом 2:0. В следующем туре соревнования команда встретилась со сборной Киргизии. Эта встреча также была выиграна со счётом 3:0, что позволило команде возглавить свою группу по итогу трёх туров, со статистикой в 8 матчей при 0 пропущенных.
16 ноября в 1/8 стадии финала, команда встретилась со сборной Индии по футболу. Встреча закончилась разгромным счётом 5:0. В 1/4 финала команда встретилась с Таиландской сборной. Матч изначально предполагался быть тяжёлым, в связи с чём первый и единственный гол был забит в первом тайме, после чего японская команда играла от обороны на результат. Данная победа вывела команду в полуфинал и дало шанс заработать медаль. В 1/2 команда встретилась со сборной Ирана, которая была обыграна в упорном матче со счётом 2:1. Победив Иран команда вышла в финал и гарантированно обеспечила себе как минимум медаль серебряного отлива. 25 ноября команда встретилась в матче против сборной Объединённых Арабских Эмиратов. Матч был тяжёлым, обе команды больше действовали от обороны рассчитывая на долгий матч, но на 74 матче Юки Сането смог прорваться через оборону и забить гол, который станет решающим и единственным во встрече. Данная победа стала первой футбольной победой в истории японской сборной на Азиатских Играх. До этого лучшим результатом команды было серебро в 2002 году. Юсукэ Хига провёл на поле каждый матч японской команды.

### «Иокогама Ф. Маринос»
В связи с ярким выступлением на азиатских играх, был подписан трансфер Юсукэ в клуб высшей лиги Японии «Иокогама Ф. Маринос». За клуб дебютировал 3 ноября 2012 году в матче против футболистов «Касива Рейсол». Встреча закончилась результативной ничьей со счётом 3:3.
В Кубке лиги дебютировал 20 марта в матче против футбольного клуба «Омия Ардия». Встреча закончилась ничьей со счётом 1:1.
За время пребывания в клубе Юсукэ выиграл Кубок Императора и достиг второго места в матче Чемпионата по футболу. Всего в клубе провёл 8 матчей и не забил ни одного гола.

### «Киото Санга»
Хига был отдан в японский клуб на правах аренды. За сезон провёл 18 матчей при нуле забитых мячей.

### «ДЖЕФ Юнайтед Итихара Тиба»
В 2016 году переходит в клуб второй лиги Японии «ДЖЕФ Юнайтед Итихара Тиба». За команду Хига провёл два сезона проведя 11 матчей на поле в первом и 8 во втором сезоне.

### «Токио Верди»
Последним клубом Юсукэ Хига был профессиональный клуб второй лиги «Токио Верди». За клуб сыграл всего один матч после чего завершил карьеру игрока.

## Достижения
- Чемпион Азиатских игр: 2010
- Чемпион Японии: 2013